# Línia de temps flotant
Una línia de temps flotant (en anglès floating timeline o sliding timescale) és un recurs utilitzat en la ficció, particularment en còmics i animació de llarga durada, per explicar per què els personatges envelleixen poc o gens mentre que l'entorn que els envolta continua sent contemporani al món real. El terme s'utilitza a la comunitat dels còmics per referir-se a sèries que tenen lloc en un "present continu". Les línies de temps flotants també s'utilitzen quan els creadors no necessiten o volen que els seus personatges envelleixin, normalment en llibres infantils i programes de televisió d'animació.

## Definició
Quan certes històries dels còmics, especialment les històries d'origen, es reescriuen, sovint conserven esdeveniments clau que s'actualitzen a una època contemporània. Les línies de temps flotants s'utilitzen com a recurs argumental per "explicar o justificar les inconsistències en la manera com els esdeveniments i els personatges existeixen dins d'un món".
Segons la crítica Roz Kaveney, una línia de temps flotant s'utilitza als còmics a causa de "la necessitat comercial de mantenir certs personatges per sempre". Kevin Wanner ha comparat els superherois dels còmics amb les figures mitològiques, i escriu que l'ús d'una línia de temps lliscant als còmics és similar a la manera com es representen les figures sense edat dels mites interactuant amb el món contemporani del narrador.

## Exemples

### Animació
Els mitjans animats sovint utilitzen línies de temps flotants. La sèrie de televisió animada de llarga durada Els Simpsons utilitza una línia de temps flotant; els episodis que mostren els primers anys de la Marge i en Homer s'han ambientat tant a la dècada de 1970 com a la de 1990, i els personatges no envelleixen malgrat que la societat i la tecnologia canvien al seu voltant.
A la sèrie d'anime japonesa Pokémon, cap dels personatges ha envellit des que va començar la sèrie als anys noranta.
La sèrie de televisió de Nickelodeon Els padrins màgins subverteix el concepte d'una línia temporal flotant a l'episodi "Timmy's Secret Wish!", on es revela que el protagonista havia desitjat que tothom a la Terra deixés d'envellir i que han passat 50 anys a la línia temporal de la sèrie.

### Còmics
Els còmics d'Archie presenten personatges que no envelleixen, tot i les referències a diversos períodes de temps al llarg de la sèrie. De la mateixa manera, els còmics de Tintín d'Hergé tenen lloc des de la dècada del 1920 fins a la del 1970, mentre que Tintín i els altres personatges no envelleixen.
Molts personatges de còmic de llarga tradició existeixen en una línia de temps flotant. A l'Univers Marvel, certs esdeveniments es desplacen a través del temps per romandre uns 15 anys abans del "present flotant". Per exemple, la història d'origen d'Iron Man sempre té lloc en una guerra. Inicialment, això es va mostrar com les primeres etapes de la participació americana a la guerra del Vietnam contemporània a la primera publicació del personatge el 1962, però en les històries més noves s'actualitza la guerra específica. Tot i que Batman va aparèixer per primera vegada el 1939, les seves històries sovint s'actualitzen a períodes de temps contemporanis (o de vegades històrics o futuristes). Diverses encarnacions del seu company Robin tendeixen a mantenir-se joves durant un període abans de fer-se grans, amb un nou personatge que adopta la personalitat de Robin, una tendència comuna en el gènere dels superherois. Tanmateix, les edats i les històries dels personatges de còmic sovint canvien segons l'autor que escrigui la història. Alguns personatges, especialment els que tenen orígens màgics o extraterrestres, eviten el tòpic de la línia de temps flotant envellint mentre semblen joves.
Una excepció notable al tòpic de la línia de temps flotant és la tira còmica Luann, on els personatges envelleixen aproximadament un mes a cada any que passa al món real.
Una altra excepció famosa és el personatge de llarga trajectòria Judge Dredd del còmic antològic setmanal britànic 2000 AD. El temps passa a la tira de Judge Dredd en temps real, de manera que a mesura que un any que passa a la vida real, passa també al còmic.

### Novel·les
L'autor P.G. Wodehouse ambienta la seva sèrie còmica Jeeves, sobre el cavaller anglès Bertie Wooster i el seu criat, quan van ser escrites, tot i que els personatges envelleixen poc o gens. Això va permetre referències humorístiques a la cultura popular contemporània a les històries, que es van publicar entre 1915 i 1974.
La sèrie Marlow d'Antonia Forest tracta sobre una família anglesa que són nens durant la Segona Guerra Mundial, però que als llibres posteriors ambientats a la dècada de 1970 encara són adolescents.
A la sèrie Alex Rider, publicada entre el 2000 i el 2023, el protagonista passa d'utilitzar una Game Boy a experimentar la realitat virtual en només un any de la seva vida, mantenint-se entre 14 i 15 anys durant tota la sèrie. L'autor Anthony Horowitz ha dit que no volia "perdre la innocència del personatge", i que era important que l'Alex es mantingués jove perquè les trames requerien que interpretés el paper d'un nen espia sense pretensions.
Rex Stout va utilitzar una línia de temps flotant per a les seves novel·les i contes protagonitzats pel detectiu Nero Wolfe. Stout va declarar: "No vaig fer envellir els personatges perquè no volia. Això hauria... centrat l'atenció en els personatges en lloc de les històries".
A El misteriós cas de Styles, el detectiu Hèrcules Poirot, d'Agatha Christie, va ser representat com un refugiat belga durant la Primera Guerra Mundial, i Christie el va imaginar com a ja gran el 1920. Christie va continuar escrivint novel·les de Poirot fins al 1975, però només al seu últim llibre Teló la vellesa finalment l'atrapa.
A Casino Royale, publicada el 1953, es diu que James Bond va començar en l'espionatge després de la Segona Guerra Mundial. Bond continuaria durant les dècades de la Guerra Freda i més enllà sense envellir.